# 다케다 가즈히로
다케다 가즈히로(일본어: 武田 一浩, 1965년 6월 22일 ~ )는 일본의 전 프로 야구 선수이자 야구 해설가·평론가이다.

## 인물
도쿄도 세타가야구 출신으로 메이지 대학 시절 도쿄 지역 6개 대학 야구팀으로 구성된 도쿄 6대학 야구 연맹 리그 경기에 출전하여 56경기에 등판, 20승 8패, 2.40의 평균자책점, 208개의 탈삼진을 기록했다. 3학년 때는 가을 리그에서 7승 무패의 성적을 기록한 공로로 베스트 나인으로 선정되기도 했다. 졸업 후인 1987년 프로 야구 드래프트 회의에서 1순위로 닛폰햄 파이터스에 입단하여 우완 투수로 활약, 1991년에 시즌 최다인 18세이브를 기록하여 최우수 구원 투수의 타이틀을 획득했다. 1996년에는 후쿠오카 다이에 호크스로 이적하여 15승 8패의 시즌 성적과 리그 최고인 4차례의 완봉승을 달성했다. 1998년 시즌 13승의 최다승을 올리면서 다승왕 타이틀을 석권했고, 1999년 자유 계약 선수로 주니치 드래건스에 전격으로 이적하여 3년간 활동하다가 2002년에 요미우리 자이언츠로 이적하면서 2002년 시즌 종료 후 15년간의 선수 생활을 은퇴했다.
현재 NHK의 야구 해설 위원으로 활동하고 있으며, 2006년에는 월드 베이스볼 클래식 일본 대표팀의 투수 코치를 지냈다.

## 상세 정보

### 출신 학교
- 메이지 대학 부속 나카노 중학교·고등학교
- 메이지 대학

### 선수 경력
- 닛폰햄 파이터스(1988년 ~ 1995년)
- 후쿠오카 다이에 호크스(1996년 ~ 1998년)
- 주니치 드래건스(1999년 ~ 2001년)
- 요미우리 자이언츠(2002년)

### 지도자·기타 경력
- 제1회 월드 베이스볼 클래식 일본 국가대표팀 투수 코치(2006년)
- 현역 은퇴 후 NHK 등 야구 해설위원으로 활동.

### 수상·타이틀 경력

#### 타이틀
- 최우수 구원 투수 : 1회(1991년)
- 다승왕 : 1회(1998년)

#### 수상
- 월간 MVP : 3회(1991년 5월, 1996년 7월, 1998년 5월)
- 파이어맨상 : 1회(1991년)

### 개인 기록

#### 첫 기록
- 첫 등판 : 1988년 6월 8일, 대 한큐 브레이브스 9차전(도쿄 돔), 8회초에 3번째 투수로서 구원 등판·마무리, 2이닝 무실점
- 첫 탈삼진 : 상동, 8회초에 후지타 히로마사로부터
- 첫 선발 : 1988년 7월 3일, 대 한큐 브레이브스 12차전(도쿄 돔), 6이닝 3실점에서 패전 투수
- 첫 승리 : 1988년 8월 3일, 대 롯데 오리온스 18차전(가와사키 구장), 6회말 2사에 3번째 투수로서 구원 등판, 1과 2/3이닝 무실점
- 첫 선발 승리·첫 완투 승리 : 1989년 5월 3일, 대 후쿠오카 다이에 호크스 5차전(헤이와다이 야구장), 9이닝 2실점
- 첫 완봉 승리 : 1989년 7월 2일, 대 세이부 라이온스 13차전(도쿄 돔)
- 첫 세이브 : 1990년 5월 6일, 대 긴테쓰 버펄로스 4차전(후지이데라 구장), 6회말 1사에 2번째 투수로서 구원 등판·마무리, 3과 2/3이닝 무실점

#### 기록 달성 경력
- 통산 1000투구 이닝 : 1997년 9월 10일, 대 닛폰햄 파이터스 24차전(후쿠오카 돔) ※역대 273번째
- 통산 1500투구 이닝 : 2002년 5월 7일, 대 주니치 드래곤스 7차전(나고야 돔), 4회말에 이노우에 가즈키를 투수 땅볼로 2아웃을 잡고 달성 ※역대 149번째
- 통산 1000탈삼진 : 2002년 5월 22일, 대 한신 타이거스 9차전(한신 고시엔 구장), 6회말에 데릭 화이트로부터 ※역대 108번째

#### 기타
- 올스타전 출장 : 5회(1990년, 1991년, 1996년, 1998년, 1999년)
- 전구단을 상대로 승리 : 2002년 5월 7일, 대 주니치 드래곤스 전(나고야 돔) ※역대 3번째

### 등번호
- 15(1988년 ~ 1991년)
- 4(1992년 ~ 1995년)
- 17(1996년 ~ 1998년)
- 18(1999년)
- 17(2000년 ~ 2001년)
- 30(2002년)

### 연도별 투수 성적
| 연 도       | 소 속       | 등 판 | 선 발 | 완 투 | 완 봉 | 무 4 구 | 승 리 | 패 전 | 세 이 브 | 홀 드 | 승 률 | 타 자 | 이 닝  | 피 안 타 | 피 홈 런 | 볼 넷 | 고 4 | 몸 맞 | 탈 삼 진 | 폭 투 | 보 크 | 실 점 | 자 책 점 | 평 자 책 | W H I P |
| ----------- | ----------- | ----- | ----- | ----- | ----- | ------- | ----- | ----- | -------- | ----- | ----- | ----- | ------ | -------- | -------- | ----- | ---- | ----- | -------- | ----- | ----- | ----- | -------- | -------- | ------- |
| 1988년      | 닛폰햄      | 20    | 2     | 0     | 0     | 0       | 1     | 2     | 0        | --    | .333  | 159   | 37.1   | 37       | 2        | 14    | 1    | 2     | 23       | 0     | 0     | 16    | 14       | 3.38     | 1.37    |
| 1989년      | 닛폰햄      | 36    | 18    | 5     | 2     | 0       | 6     | 8     | 0        | --    | .429  | 610   | 143.0  | 128      | 22       | 56    | 5    | 3     | 108      | 4     | 0     | 72    | 67       | 4.22     | 1.29    |
| 1990년      | 닛폰햄      | 37    | 2     | 0     | 0     | 0       | 10    | 5     | 13       | --    | .667  | 329   | 81.2   | 63       | 8        | 17    | 2    | 1     | 73       | 2     | 0     | 37    | 27       | 2.98     | 0.98    |
| 1991년      | 닛폰햄      | 41    | 0     | 0     | 0     | 0       | 4     | 8     | 18       | --    | .333  | 272   | 64.2   | 69       | 11       | 14    | 3    | 1     | 45       | 2     | 0     | 31    | 29       | 4.04     | 1.28    |
| 1992년      | 닛폰햄      | 22    | 10    | 3     | 1     | 0       | 4     | 9     | 0        | --    | .308  | 413   | 97.2   | 102      | 10       | 29    | 3    | 1     | 63       | 63    | 2     | 0     | 42       | 3.87     | 1.34    |
| 1993년      | 닛폰햄      | 27    | 25    | 9     | 1     | 3       | 10    | 8     | 0        | --    | .556  | 721   | 170.1  | 181      | 16       | 53    | 2    | 1     | 125      | 2     | 0     | 65    | 63       | 3.33     | 1.37    |
| 1994년      | 닛폰햄      | 18    | 17    | 2     | 0     | 0       | 5     | 9     | 0        | --    | .357  | 390   | 84.1   | 102      | 8        | 37    | 0    | 4     | 56       | 4     | 0     | 63    | 56       | 5.98     | 1.65    |
| 1995년      | 닛폰햄      | 2     | 1     | 0     | 0     | 0       | 0     | 0     | 0        | --    | ----  | 24    | 5.1    | 8        | 0        | 1     | 0    | 0     | 4        | 0     | 0     | 3     | 3        | 5.06     | 1.69    |
| 1996년      | 다이에      | 26    | 26    | 6     | 4     | 0       | 15    | 8     | 0        | --    | .652  | 722   | 171.0  | 167      | 16       | 56    | 1    | 4     | 114      | 6     | 0     | 77    | 73       | 3.84     | 1.30    |
| 1997년      | 다이에      | 26    | 26    | 3     | 2     | 0       | 4     | 9     | 0        | --    | .308  | 699   | 163.2  | 177      | 17       | 39    | 2    | 3     | 102      | 3     | 0     | 85    | 70       | 3.85     | 1.32    |
| 1998년      | 다이에      | 28    | 28    | 4     | 0     | 0       | 13    | 10    | 0        | --    | .565  | 751   | 176.1  | 173      | 16       | 68    | 3    | 2     | 103      | 3     | 2     | 82    | 71       | 3.62     | 1.37    |
| 1999년      | 주니치      | 25    | 25    | 5     | 3     | 1       | 9     | 10    | 0        | --    | .474  | 679   | 162.0  | 166      | 17       | 43    | 2    | 4     | 92       | 1     | 1     | 65    | 63       | 3.50     | 1.29    |
| 2000년      | 주니치      | 15    | 15    | 1     | 0     | 0       | 3     | 6     | 0        | --    | .333  | 370   | 85.0   | 96       | 12       | 23    | 2    | 1     | 48       | 2     | 0     | 45    | 44       | 4.66     | 1.40    |
| 2001년      | 주니치      | 11    | 11    | 0     | 0     | 0       | 3     | 6     | 0        | --    | .333  | 231   | 54.0   | 60       | 2        | 14    | 0    | 1     | 36       | 3     | 0     | 32    | 29       | 4.83     | 1.37    |
| 2002년      | 요미우리    | 7     | 4     | 0     | 0     | 0       | 2     | 1     | 0        | --    | .667  | 91    | 21.1   | 26       | 3        | 3     | 2    | 0     | 16       | 2     | 1     | 12    | 10       | 4.22     | 1.36    |
| 통산 : 15년 | 통산 : 15년 | 341   | 210   | 38    | 13    | 3       | 89    | 99    | 31       | --    | .473  | 6461  | 1517.2 | 1555     | 160      | 467   | 28   | 28    | 1008     | 36    | 4     | 727   | 661      | 3.92     | 1.33    |

- 굵은 글씨는 시즌 최고 성적.